# 2. ceremonia wręczenia nagród Gildii Aktorów Ekranowych
2. ceremonia wręczenia nagród Gildii Aktorów Ekranowych odbyła się 24 lutego 1996 w Santa Monica Civic Auditorium.

## Laureaci i nominowani
Laureaci nagród wyróżnieni są wytłuszczeniem

### Produkcje kinowe

#### Wybitny występ aktora w roli pierwszoplanowej
- Nicolas Cage − Zostawić Las Vegas
  - Anthony Hopkins − Nixon
  - James Earl Jones − Płacz, ukochany kraju
  - Sean Penn − Przed egzekucją
  - Massimo Troisi − Listonosz

#### Wybitny występ aktorki w roli pierwszoplanowej
- Susan Sarandon − Przed egzekucją
  - Joan Allen − Nixon
  - Elisabeth Shue − Zostawić Las Vegas
  - Meryl Streep − Co się wydarzyło w Madison County
  - Emma Thompson − Rozważna i romantyczna

#### Wybitny występ aktora w roli drugoplanowej
- Ed Harris − Apollo 13
  - Kevin Bacon − Morderstwo pierwszego stopnia
  - Kenneth Branagh − Othello
  - Don Cheadle − W bagnie Los Angeles
  - Kevin Spacey − Podejrzani

#### Wybitny występ aktorki w roli drugoplanowej
- Kate Winslet − Rozważna i romantyczna
  - Stockard Channing − Dym
  - Anjelica Huston − Obsesja
  - Mira Sorvino − Jej wysokość Afrodyta
  - Mare Winningham − Georgia

#### Wybitny występ zespołu aktorskiego w filmie kinowym
- Apollo 13
  - Dorwać małego
  - Skrawki życia
  - Nixon
  - Rozważna i romantyczna

### Produkcje telewizyjne

#### Wybitny występ aktora w miniserialu lub filmie telewizyjnym
- Gary Sinise − Truman
  - Alec Baldwin − Tramwaj zwany pożądaniem
  - Laurence Fishburne − Czarna eskadra
  - James Garner − Prywatny detektyw Jim Rockford: Fałszywe błogosławieństwo
  - Tommy Lee Jones − Zacni kowboje

#### Wybitny występ aktorki w miniserialu lub filmie telewizyjnym
- Alfre Woodard − The Piano Lesson
  - Glenn Close − Sekret Margarethe Cammermayer
  - Sally Field − A Woman of Independent Means
  - Anjelica Huston − Dziewczyny z Dzikiego Zachodu
  - Sela Ward − Almost Golden: The Jessica Savitch Story

#### Wybitny występ aktora w serialu dramatycznym
- Anthony Edwards − Ostry dyżur
  - George Clooney − Ostry dyżur
  - David Duchovny − Z Archiwum X
  - Dennis Franz − Nowojorscy gliniarze
  - Jimmy Smits − Nowojorscy gliniarze

#### Wybitny występ aktorki w serialu dramatycznym
- Gillian Anderson − Z Archiwum X
  - Christine Lahti − Szpital Dobrej Nadziei
  - Sharon Lawrence − Nowojorscy gliniarze
  - Julianna Margulies − Ostry dyżur
  - Sela Ward − Sisters

#### Wybitny występ aktora w serialu komediowym
- David Hyde Pierce − Frasier
  - Jason Alexander − Kroniki Seinfelda
  - Kelsey Grammer − Frasier
  - Paul Reiser − Szaleję za tobą
  - Michael Richards − Kroniki Seinfelda

#### Wybitny występ aktorki w serialu komediowym
- Christine Baranski − Cybill
  - Candice Bergen − Murphy Brown
  - Helen Hunt − Szaleję za tobą
  - Lisa Kudrow − Przyjaciele
  - Julia Louis-Dreyfus − Kroniki Seinfelda

#### Wybitny występ zespołu aktorskiego w serialu dramatycznym
- Ostry dyżur
  - Prawo i porządek
  - Nowojorscy gliniarze
  - Szpital Dobrej Nadziei
  - Gdzie diabeł mówi dobranoc

#### Wybitny występ zespołu aktorskiego w serialu komediowym
- Przyjaciele
  - Szaleję za tobą
  - Kroniki Seinfelda
  - Cybill
  - Frasier

### Nagroda za osiągnięcia życia
- Robert Redford